# اچ. هیوستون مریت
هایرِم هیوستون مریت (انگلیسی: Hiram Houston Merritt; ۲ ژانویهٔ ۱۹۰۲ – ۹ ژانویهٔ ۱۹۷۹) یکی از برترین عصب‌پژوهان در دوران خود و متخصص برجستهٔ اعصاب اهل ایالات متحده آمریکا بود. او از سال ۱۹۵۸ تا ۱۹۷۰ ریاست کالج پزشکان و جراحان دانشگاه کلمبیا را بر عهده داشت.
مریت همچنین از سال ۱۹۴۸ تا ۱۹۶۷ میلادی، رئیس مؤسسهٔ عصب‌شناسی نیویورک بود و تعداد فراوانی از متخصصان مغز و اعصاب را در آمریکا تربیت کرد که ۳۵ تن از این شاگردان، هم‌اینک رئیس دپارتمان‌های عصب‌شناسی در دانشگاه‌های سرتاسر ایالات متحده آمریکا هستند.
مشارکت‌های او در زمینهٔ علم عصب‌شناسی بی‌شمار است. یکی از مهمترین آنها، کشف داروی ضد صرع فنی‌توئین است. مطابق کتاب «گودمن و گیلمن: مبانی فارماکولوژیک درمان»:
برخلاف کشف تصادفی خواص ضدصرعی پتاسیم برمید و فنوباربیتال در گذشته، فنی‌توئین نتیجهٔ یک جست‌وجوی هدفمند در میان ترکیبات ساختاری غیرخواب‌آور مرتبط با فنوباربیتال بود؛ جست‌وجویی برای یافتن موادی که بتوانند تشنج‌های ناشی از الکتروشوک را در حیوانات آزمایشگاهی فرونشاند.
او در دوران خودش، یکی از متخصصان برجستهٔ نوروسیفلیس (سیفلیس مغزی-عصبی) هم بود.